# Total Request
Total Request è stato un programma televisivo statunitense, trasmesso su MTV tra il 1997 e il 1998 con la conduzione di Carson Daly e Dave Holmes.

## Storia

### Origini
Lo show fu creato in un periodo nel quale MTV veniva fortemente criticata di trasmettere sempre meno video musicali in confronto al passato. La reazione di MTV fu quella di creare cinque show: 12 Angry Viewers, MTV Live, Say What?, Artist's Cut e appunto Total Request.

### Struttura
Gli spettatori potevano votare i video che avrebbero voluto fossero trasmessi nello show, chiamando un numero telefonico o navigando su Internet.
Nel 1998 lo show fu fuso con MTV Live per creare così Total Request Live, conosciuto anche come TRL.